# 묘법연화경삼매참법 권하
묘법연화경삼매참법 권하(妙法蓮華經三昧懺法 卷下)는 충청북도 단양군 영춘면, 구인사에 있는 조선시대의 목판본 책이다. 1993년 6월 15일 대한민국의 보물 제1162호로 지정되었다.

## 개요
묘법연화경은 줄여서 ‘법화경’이라고 부르기도 하며, 부처가 되는 길이 누구에게나 열려 있다는 것을 주요사상으로 하고있다. 천태종의 근본 경전으로 화엄경과 함께 한국 불교사상 확립에 크게 영향을 끼친 경전이다. 묘법연화경삼매참법(妙法蓮花經三昧讖法)은 법화경을 중심으로 예불하고 불경을 읽으면서 죄를 참회하는 불교의식으로, 의천이 중국에서 들여와 널리 전파하여 고려말까지 성행한 수행 방법이다.
이 책은 법화경을 근거로 펴낸 상·중·하 3권 중 현재까지 전해지는 하권 1책으로, 크기는 세로 34.3cm, 가로 19cm이다. 목판의 형식이나 글자체 등으로 보아 고려말에 만들어진 것으로 추정되며, 이것을 조선 성종 3년(1472)에 닥종이에 찍어낸 것이다.
성종의 어머니인 인수대비가 선조들의 명복과 임금·왕비들의 안녕을 기원하기 위해 목판이 보관된 곳을 찾아 인쇄하게 하고, 김수온이 발문(跋文:책을 펴내게 된 동기나 경위 등을 적은 글)을 써서 붙인 것이다. 이때 찍은 20벌의 참법 중 유일하게 남아있는 책이다.
이 책은 역대 중요한 여러 불경들의 목록에서 빠져있어 자료적인 가치가 크며, 천태종 및 신앙의 발전 과정을 연구하는데 중요한 자료이다.

## 같이 보기
- 묘법연화경삼매참법 권상 - 보물 제1519호

## 참고 자료
- 묘법연화경삼매참법 권하 - 국가유산청 국가유산포털